# D'Aundre Reed
D'Aundre Reed (Sacramento, 1º gennaio 1988) è un ex giocatore di football americano statunitense che ha giocato nel ruolo di defensive end. Al college giocò a football per l'Università dell'Arizona e fu scelto dai Minnesota Vikings nel corso del settimo giro del Draft NFL 2010 come 215º assoluto.

## Carriera universitaria
Dopo aver frequentato la Rancho Verde High School, Reed entrò a far parte degli Arizona Wildcats con i quali dopo un primo anno in cui venne scarsamente impiegato con solo 8 presenze all'attivo, partecipò in tre anni, dal 2008 al 2010, a tutti e 39 gli incontri di stagione regolare, partendo però solo 8 volte titolare. Con i Wildcats vinse un Las Vegas Bowl nel 2008 e perse l'Holiday Bowl nel 2009 e l'Alamo Bowl nel 2010, dei post-season college bowl della Division I dell'NCAA.

## Carriera professionistica

### Minnesota Vikings
Reed fu scelto dai Vikings nel 7º giro del Draft NFL 2011 come 215ª scelta assoluta e con essi firmò un quadriennale valido sino alla stagione 2014. Versatile dal punto di vista tattico, potendo essere impiegato sia come backup defensive end che come outside linebacker nella difesa 3-4, non venne mai impiegato durante la sua stagione da rookie, mentre nel 2012 subentrò in sei partite. Il 31 agosto fu svincolato dai Vikings.

### Miami Dolphins
Il 29 luglio 2014, Reed firmò coi Miami Dolphins.

## Statistiche
| Partite totali      | 6 |
| Partite da titolare | 0 |
| Tackle              | 0 |
| Sack                | 0 |
| Intercetti          | 0 |

Statistiche aggiornate alla stagione 2013